# Elemental (Loreena McKennitt-album)
Elemental er debutalbummet fra den canadiske singer-songwriter og instrumentalist Loreena McKennitt. Ligeledes er det første album fra hendes pladeselskab Quinlan Road. Albummet blev indspillet på en uge i juli 1985, og blev udgivet senere samme år. Studiet var i en ladei det sydlige Ontario på en mark med solsikker.
Albummet solgte 67.000 eksemplarer på verdensplan.

## Spor
1. "Blacksmith" (traditionel, McKennitt) – 3:20
2. "She Moved Through the Fair" (traditionel, Padraic Colum, McKennitt) – 4:05
3. "Stolen Child" (McKennitt, W. B. Yeats) – 5:05
4. "The Lark in the Clear Air" (traditionel, McKennitt) – 2:06
5. "Carrighfergus" (traditionel, McKennitt) – 3:24
6. "Kellswater" (traditionel, McKennitt) – 5:19
7. "Banks of Claudy" (traditionel, McKennitt) – 5:37
8. "Come by the Hills" (traditionel, McKennitt) – 3:05
9. "Lullaby" (William Blake, McKennitt) – 4:26

Noter
- "Stolen Child" er baseret på William Butler Yeats digt "The Stolen Child".
- Hovedvokalen på "Carrighfergus" bliver sunget af Cedric Smith.
- "Lullaby" bruger ordene fra William Blakes digt Prologue intended for a dramatic piece of King Edward the Fourth. Sangen blev skrevet til Stratford Festival of Canada opsætning af Blake i 1983 af Elliott Hayes og fremført af Douglas Campbell.